# ラード1
ラード1（ペルシア語: رعد-1）は、イラン陸軍が運用する自走榴弾砲である。
名称のラードは、ペルシア語の「雷｣に因む。

## 概要
1996年に生産が開始・配備された、イラン初の自走榴弾砲である。生産数は不明。

## 車体
車体はM113装甲兵員輸送車や86式歩兵戦闘車を基に開発したと言われるボラーグ装甲車であり本車はボラーグ装甲車の派生型である。
砲塔は2S1 122mm自走榴弾砲に非常に似たものを搭載しており、砲塔内部は2S1に近いレイアウトになっていると思われる。

## 兵装
主砲は2S1に搭載されている2A31 122mm榴弾砲のコピーであるHM51を装備しており、最大射程は2A31と同じ15.2Kmと思われる。